# Дамасен
Дамасе́н, также Дамаси́н (др.-греч. Δαμασην), — в древнегреческой мифологии гигант, рождённый уже взрослым и бородатым богиней Геей без отца для противостояния богу войны Аресу. Воспитанный Эридой гигант оказался весьма добрым и миролюбивым — в древнее время он пас овец на территории Мэонии.
Однажды нимфа Мориа попросила Дамасена убить дракона, умертвившего её смертного брата. Использовав силу матери, гигант прирастил к дракону дуб и тем самым сковал дракона. За это Гея скинула Дамасена в Тартар.